# Вајгелстаун (Пенсилванија)
Вајгелстаун (енгл. Weigelstown) насељено је место без административног статуса у америчкој савезној држави Пенсилванија.

## Демографија
По попису из 2010. године број становника је 12.875, што је 2.758 (27,3%) становника више него 2000. године.
| Група             | 2000.         | 2010.          |
| Белци             | 9.703 (95,9%) | 11.428 (88,8%) |
| Афроамериканци    | 123 (1,2%)    | 603 (4,7%)     |
| Азијати           | 57 (0,6%)     | 117 (0,9%)     |
| Хиспаноамериканци | 144 (1,4%)    | 515 (4,0%)     |
| Укупно            | 10.117        | 12.875         |